# محسن اسدی
محسن اسدی فرزند میرزا اسدالله خان و برادر زاده مرحوم محمدولی اسدی است. در سال ۱۲۷۴ خورشیدی در بیرجند به دنیا آمد و جزو اولین دانش آموختگان مدرسه شوکتیه بود. وی پس از اتمام دوره متوسطه در مدرسه البرز تهران جهت ادامه تحصیل به آمریکا سفر کرد و در دانشگاه کلمبیا موفق به اخذ مدرک فوق الیسانس شد.
در سال ۱۳۰۵ به ایران بازگشت و در دبیرستان شوکتیه بیرجند مشغول به تدریس شد. در سال ۱۳۰۹ به تهران آمد و در دانشکده حقوق به تدریس پرداخت. لیکن باکشته شدن عمویش، محمدولی خان اسدی در سال ۱۳۱۴ به بیرجند تبعید شد و مجدداً به امر آموزش در دبیرستان شوکتیه ودانشسرای مقدماتی بیرجند پرداخت.
در سال ۱۳۲۴ به تهران بازگشت و در دانشگاه تهران و هم‌زمان در بانک ملی ایران به کار مشغول شد.
تسلط محسن اسدی به زبان انگلیسی باعث شد تا دکتر مصدق در جهت استیفای منافع ایران از شرکت سابق نفت انگلیس و ایران او را با خود به دیوان داوری لاهه و شورای امنیت سازمان ملل متحد ببرد. صرف نظر از برگردان متن به زبان انگلیسی بیانات ارزشمند و قوی محسن اسدی در دفاع از حق قانونی ایران باعث شد تا دیوان داوری لاهه و شورای امنیت به نفع ایران رأی بدهند.
مرحوم اسدی فردی وارسته و میهن دوست بود که در تاریخ ۲۲ مرداد ۱۳۴۵ درگذشت.
به یاد این بزرگ‌مرد، تقاطع خیابان‌های اصلی منتهی به بازار اصلی شهر بیرجند، به نام وی نامگذاری شده‌است.